# Pons de Monlaur
Pour les articles homonymes, voir Monlaur.

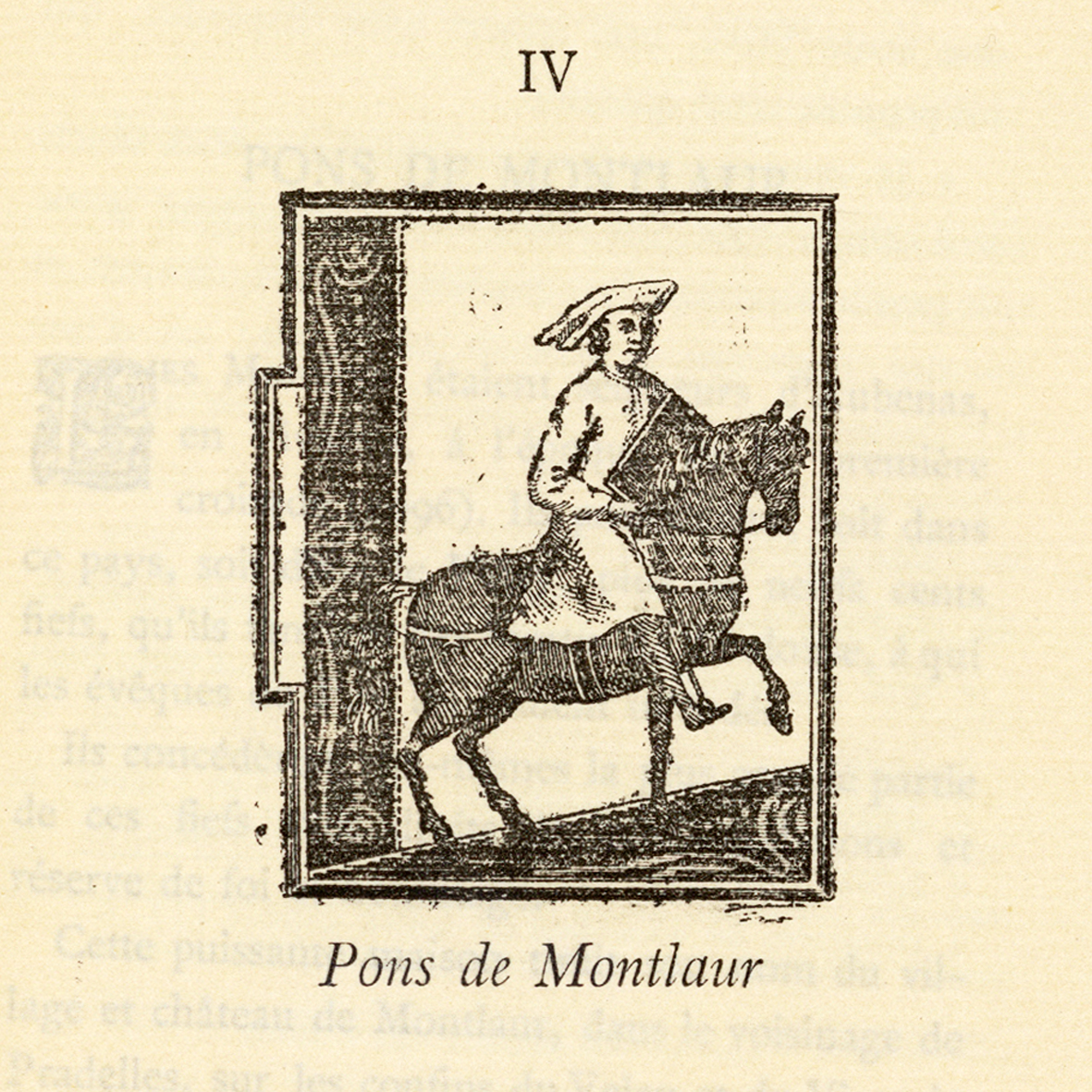
Copie en gravure d'une lettrine historiée représentant Pons de Montlaur.

Pons III, baron de Montlaur et Aubenas, connu comme Pons de Monlaur ou Pons de Montlaur, est un troubadour de langue d'oc. Une seule de ses compositions nous est parvenue, la tenso Seigne'n  Pons de Montlaur, per vos réalisée avec Esperdut.